# Хамел, Мартин ван
Мартин ван Хамел (нидерл. Martine van Hamel; род. 16 ноября 1945, Брюссель, Бельгия) — нидерландская прима-балерина, хореограф, художественный руководитель Нового балета Амстердама.

## Биография
Родилась 16 ноября 1945 года в Брюсселе в семье нидерландского дипломата. Обучалась балетному мастерству в Дании, Нидерландах и Венесуэле, а позднее закончила Канадскую национальную школу балета.
В 1966 году завоевала золотую медаль на Международном конкурсе артистов балета в Варне (Болгария) и удостоена редкой награды «Prix de Varna» за лучшую художественную интерпретацию во всех категориях.
Была ведущей солисткой Национального балета Канады, а позднее сотрудничала с Джофри балетом.
В 1970 году поступила в труппу Американского театра балета, где в 1971 году стала солисткой, а в 1973 году, после виртуозного исполнения партии Одетты-Одиллии в «Лебедином озере», стала прима-балериной. Репертуар балерины включал главные партии балетов «Лебединое озеро», «Спящая красавица», «Сильфида», «Баядерка», «Дон Кихот», «Коппелия», «Жизель» и «Раймонда». Балерина участвовала в постановках хореографов Фредерика Аштона, Джорджа Баланчина, Кеннета Макмиллана, Энтони Тюдора, Джона Кранко, Агнес де Милля, а также созданных для неё балетных номерах хореографов Твайлы Тарп, Глен Тетлей, Дэвида Гордона, Дэвида Пэрсонса (David Parsons), Линн Тейлор-Корбетт. В июне 1990 года балерина отметила 20-летие своей деятельности в Американской театре балета.
С 1992 по 1998 годы танцевала у Иржи Килиана в Нидерландском теате танца, где работала с хореографами Иржи Килианом, Маги Марен, Уильямом Форсайтом, Хансом ван Маненом, Мартой Клэрк и Матсом Эком. Кроме того, занималась хореографией для постановок Вашингтонского балета, Милуокского балета, Виннипегского королевского балета.
В 1976 году удостоена премии журнала «Cue» как выдающаяся балерина; в 1983 году — премии журнала «Dance Magazine» за обогащение искусства танца и преданность профессии.
Является соучредителем «Kaatsbaan International Dance Center», посвящённого росту, развитию и сохранению профессионального танца. Является директором собственного театра «New Amsterdam Ballet». До последнего времени выступала в эпизодических ролях в Американстом театре балета, а также в специально созданных для неё произведениях хореографов Анн-Мари Де’Анджело и Венди Перрон. Преподаёт в Джульярдской школе и в балетной школе имени Жаклин Кеннеди.

## Фильмография
| Год  | Фильм                              | Роль | Примечания |
| ---- | ---------------------------------- | ---- | ---------- |
| 1977 | The Turning Point                  |      |            |
| 1984 | American Ballet Theatre at the Met |      |            |
| 1988 | Little Nikita                      |      |            |